# 上壤塘乡
上壤塘乡，是中华人民共和国四川省阿坝藏族羌族自治州壤塘县下辖的一个乡镇级行政单位。

## 行政区划
上壤塘乡下辖以下地区：
康垄村、查卡村、长河村、雪木达村和仁朋村。